# زراعة الزهور
الزِّهارة أو زراعة الزهور: لزراعة الزهور طريقتان، الطريقة الأولى زراعة الزهرة باستعمال البذور وهي الطريقة الأساسية لزراعة الزهور، أما الثانية فبالغرس في التربة.

## طريقة زراعة الزهور

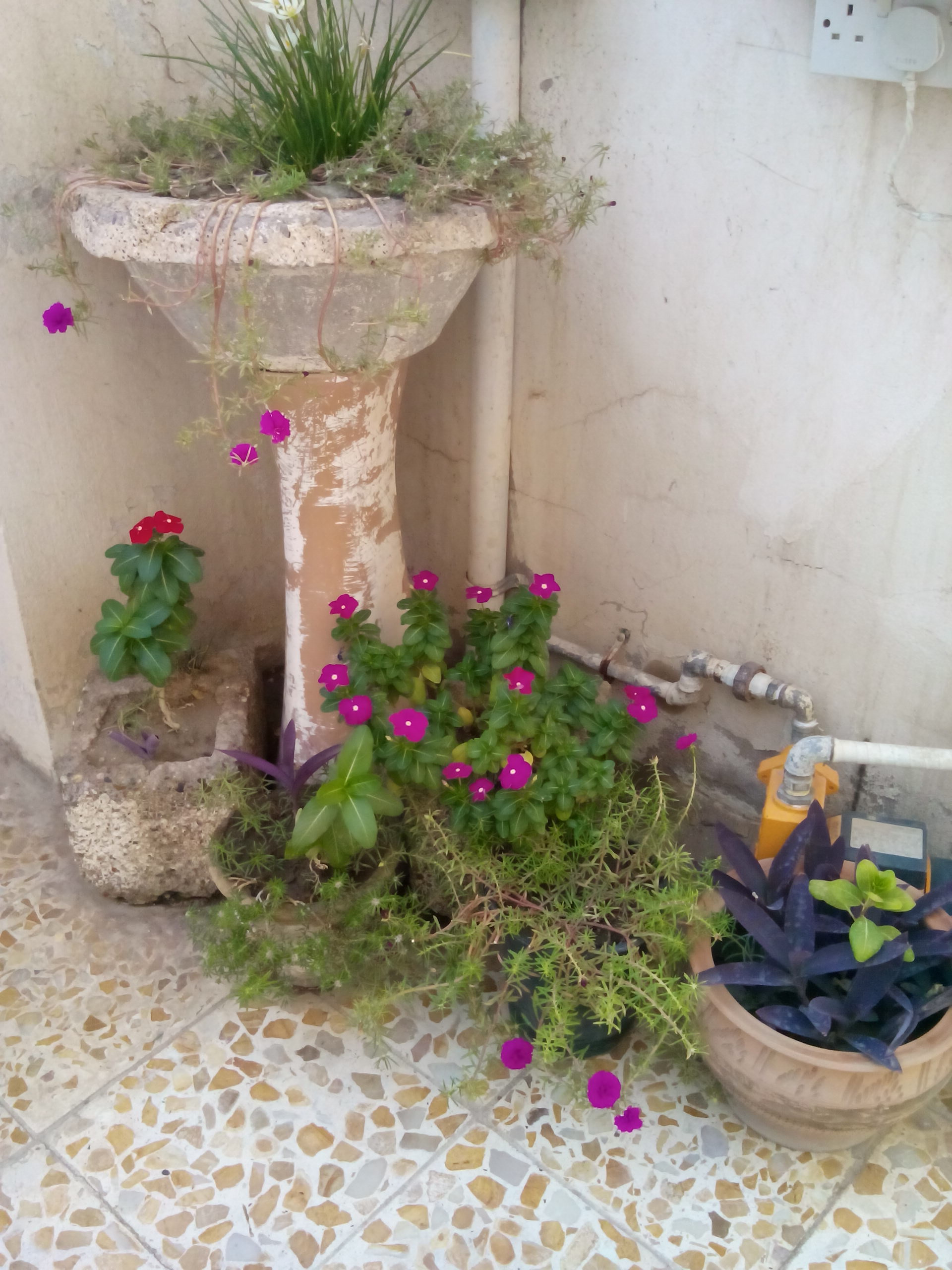
مجموعة زهور في حديقة منزلية

تُقسم الزهور إلى قسمين من حيث مدة عيشها: 
- زهور حولية: وهي نوع الزهور التي تنمو وتُزهر في فترة محددة ومن ثم تموت وتبلغ دورة حياتها أقل من سنة.
- زهور معمِّرة: وهي الزهور التي تبقى عدة سنين تنمو أزهارها وتتجدد وهي نوعان إما صيفية أو شتوية وهذا التقسيم يأتي تبعاً للوقت الذي تظهر فيها أزهارها.
- تهيئة التربة للزراعة: قبل الشروع في الزراعة يجب اختيار الزهور التي تناسب نوعية التربة المتوفرة كما يجب تقليب التربة وتنظيفها من الأعشاب الزائدة وتركها تتعرض للشمس لبضعة أيام، ثم يتم نثر البذور وغمرها بطبقة من التراب، ومن ثم يتم ريّها بشكل خفيف والمحافظة على رطوبة التربة باستمرار يُمكن استخدام الأصُص الخاصة للزراعة وتوزيع البذور فيها وتُزرع بنفس الطريقة التي تُزرع بها الزهور في الحديقة. يتم زراعة الزهور بحيث يتم ترك مسافة بين كل زهرة وأخرى. يجب تسميد التربة مرة في الأسبوع وعند بدء ظهور الزهرة فوق التربة يتم ايقاف التسميد. مراعاة الوقت المناسب للزراعة، وغالبية أنواع الزهور المنتشرة يتم زراعتها في فصل الخريف عند ري الزهور يجب أن تُروى في الصباح الباكر أو في المساء بعد غروب الشمس وعدم الري خلال ساعات النهار عندما تكون الشمس ساطعة لأنها ستُسبب تبخر المياه، من الأفضل زراعة الزهور في مكان مشمس فهو المكان الأفضل لنموها. عندما تتكوّن الجذور يُمكن أن اقتلاع الزهرة ونقلها إلى الأصيص الخاص بالزراعة في حال الرغبة في توزيعها على عدة أماكن في المنزل. يجب اختيار التربة الخفيفة لزراعة الزهور فهي الأمثل لنموها. بعد ظهور الأزهار والأجزاء الخضراء في الزهرة يجب تقليم النبتة بين فترة وأخرى. للزهور أكثر من عشرة آلاف نوع مختلف ولكل نوع تربة معينة تنمو فيه لذا يُفضل معرفة نوع الزهرة الملائم للتربة الموجودة في المكان المنوي زراعة الزهور فيه حتى لا يقوم الشخص بزراعة نوع ومن ثم يفشل في النمو.

## معايير الزراعة الزهور في أواني

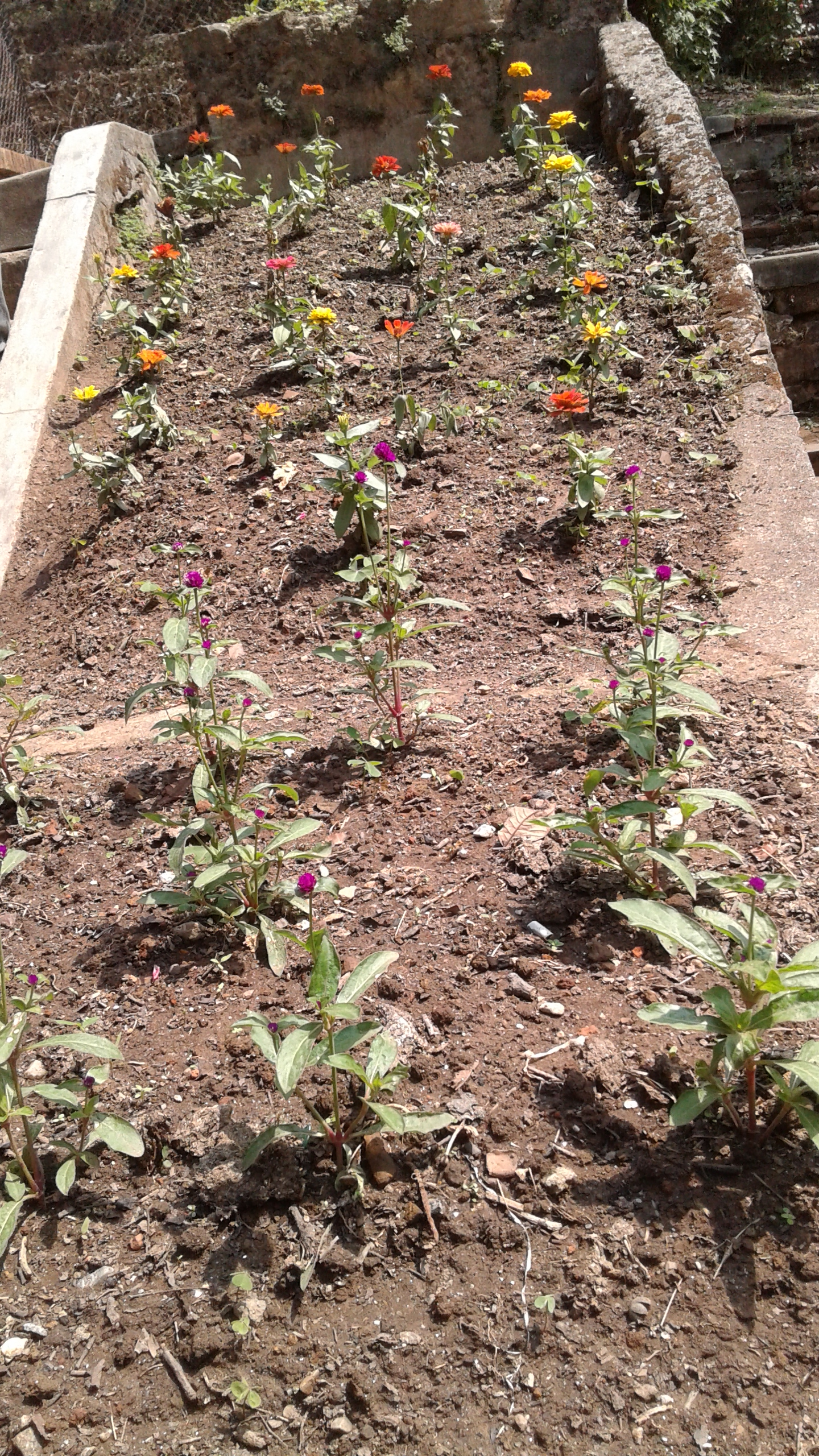

من أجل زراعة الزهور في الأواني والأصص يجب مراعات مجموعة من المعايير من أجل النمو السليم للنبتة.
- اختيار الاناء المناسب، من الأفضل ان يكون إناء فخاري أو زجاجي،
- احداث ثقوب 50 سم في العرض و 40 سم في العمق فهذا العمق ضروري جدا لنمو الجذور
- إضافة القليل من السماد داخل الحفر،
- إضافة محفزات الجذور، وهي مواد تباع لدى المشاتل تقوم بتحفيز نمو الجذور سريعا
- سقي التربة وتبليلها ثم القيام بوضع الشتلات في الحفر وتغطية جذورها
- يجب سقي الشتلة في النهاية مع الرفس فوق التربة للتثبيت

في حالة زراعة الورد في التربة. يمكنك اتباع نفس الخطوات السابقة